# Vay
För andra betydelser, se Vay (olika betydelser).
Vay är en kommun i departementet Loire-Atlantique i regionen Pays de la Loire i nordvästra Frankrike. Kommunen ligger i kantonen Nozay som tillhör arrondissementet Châteaubriant. År 2022 hade Vay 2 084 invånare.

## Befolkningsutveckling
Antalet invånare i kommunen Vay
| Referens: INSEE |